# Матвієнко Віктор Антонович
Ві́ктор Анто́нович Матвіє́нко (нар. 9 листопада 1948, Запоріжжя, УРСР — 29 листопада 2018, Київ, Україна) — колишній радянський та український футболіст, тренер. Виступав на позиції захисника. Майстер спорту міжнародного класу (1975). Заслужений майстер спорту (1975). 
По завершенні тренерської роботи працював у Федерації Футболу України, інспектуючи матчі чемпіонату другої ліги.

## Клубна кар'єра
Займатися футболом Віктор Матвієнко почав у 12 років в ДЮСШ «Металург» (Запоріжжя), де його першим тренером був Павло Пономарьов. Однак спочатку перевагу віддавав зовсім не футболу, а спортивній гімнастиці, у якій теж робив значні успіхи. Можливо, саме це й допомогло Віктору у майбутньому на смарагдовому газоні. Вже 1966 року Матвієнко потрапив до команди майстрів рідного міста. Впевнена та не за роками зріла гра юнака за «Металург» привернула увагу Михайла Комана, який запросив Віктора до київського «Динамо».

Однак у «Динамо» в Матвієнка не склалося. Провівши всього два матчі у дублюючому складі за три місяці, він залишив Київ після розмови все з тим же Команом, який порадив молодому захиснику спробувати себе у клубах нижчих ліг, де він матиме постійну ігрову практику. При цьому Михайло Михайлович зазначив, що кияни будуть уважно за ним спостерігати.

Після цього Віктора Матвієнка було викликано до лав радянської Армії. Так він опинився у складі СКА (Одеса), де відіграв загалом два з половиною сезони.

Маючи запрошення від одеського «Чорноморця» та харківського «Металіста», Матвієнко твердо вирішив повернутися до рідного «Металурга». Завдяки грі, що він демонстрував у складі запоріжців, Віктор завоював місце у молодіжній збірній СРСР, також виступав за молодіжку УРСР та збірну України другої ліги. Того року «Металург» виборов путівку до першої ліги чемпіонату СРСР, ставши чемпіоном України.

У 1970 році Матвієнко отримав запрошення від ворошиловградської «Зорі» та донецького «Шахтаря». Вирушив до Донецька, проте у таборі місцевого клубу так і не опинився, бо був примусово відправлений до «Динамо».

Дебют в основному складі київського «Динамо» відбувся у червні 1970 року у грі з командою «Спартак» (Москва). Зіграв Матвієнко досить непогано і вже до завершення чемпіонату мав постійне місце у числі перших одинадцяти гравців «Динамо». А вже з наступного року Матвієнко почав збирати трофеї у складі киян. Починаючи з 1971 і аж до того часу, коли Віктор Антонович залишив «Динамо», київський клуб жодного року не закінчував сезон без завоювання медалей чемпіонату чи Кубку СРСР. Зірковим часом Матвієнка, як і команди загалом, став 1975 рік, у якому динамівці завоювали Кубок Володарів Кубків, Суперкубок УЄФА та «золото» чемпіонату СРСР.

У 1977 році Лобановський почав оновлювати склад, і Матвієнко відчував, що навряд чи буде потреба у його послугах, тож вирішив шукати нову команду. Цією командою став дніпропетровський «Дніпро». За словами самого футболіста, рівень гри «Дніпра» його не влаштовував. Після київського «Динамо» грати в команді, перед якою не стоять серйозні завдання, було дуже важко. Відігравши за «Дніпро» лише один сезон, у віці 30 років Віктор Матвієнко вирішив повісити бутси на цвях. Хоча можливість і надалі займатися улюбленою справою була, адже отримав запрошення від московського «Торпедо». Однак переїжджати до Москви Віктор Антонович не мав ніякого бажання. Крім того, давалися взнаки старі травми, особливо коліна.

## Виступи у збірній
Віктор Матвієнко дебютував у національній збірній Радянського Союзу 14 червня 1971 року у матчі з командою Шотландії. А вже наступного року у складі головної команди країни взяв участь у фінальній частині Чемпіонату Європи 1972, що відбувся у Бельгії. Сам Матвієнко на полі так і не з'явився, проте срібну медаль за участь у змаганнях отримав.

Наступним міжнародним досягненням захисника «Динамо» стала бронза Олімпіади у Монреалі 1976 року. У матчі за третє місце збірна СРСР переграла бразильців з рахунком 2:0. Цього разу Віктор Матвієнко був основним гравцем команди, провівши усі матчі у Канаді. Однак бронза не задовольнила вище керівництво радянського футболу, і виступ збірної визнали провальним.

Загалом Матвієнко провів у складі національної збірної країни 21 матч (до яких зарахували 5 матчів на монреальській Олімпіаді) та ще двічі виходив на поле у формі олімпійської збірної СРСР.

## Тренерська робота
Починаючи з 1979 року, Віктор Матвієнко працював у тренерському штабі рівненського «Авангарда», разом ще з одним динамівцем — Володимиром Трошкіним. У 1981 році «Авангард» здобув бронзу шостої зони другої ліги чемпіонату СРСР.

Досить тривалий термін після рівненського клубу Віктор Антонович не займався тренерською діяльністю, допоки не отримав пропозицію від польського клубу «Орлента».

Після «Орлент» тривалий час не міг затриматися у тренерському штабі жодного з клубів, у яких працював. Серед них слід виокремити хмельницьке «Поділля», запорізьке «Торпедо» та, особливо, чернівецьку «Буковину». Заяву на звільнення Матвієнко написав вже після першої гри, у якій керував командою з Чернівців. Причиною тому стала непотрібність клубу місцевим чиновникам: у команди був відсутній автобус, а в офісі не працював телефон і не було світла.

Далі був молдавський період тренерської кар'єри Матвієнка та повернення до запорізького «Торпедо».

У 2001 році Віктор Антонович увійшов до тренерського штабу алчевської «Сталі», де працював помічником головного тренера, однак вже в наступному році залишив клуб. За словами самого Матвієнка, він не проти попрацювати у якійсь команді, проте хотів би, щоб ним став фінансово міцний колектив.

По завершенні тренерської роботи працював у Федерації Футболу України, інспектуючи матчі чемпіонату другої ліги.

## Досягнення
Командні досягнення
- Чотириразовий чемпіон СРСР: 1971, 1974, 1975, 1977
- Триразовий срібний призер чемпіонату СРСР: 1972, 1973, 1976(о)
- Володар Кубка СРСР: 1974
- Володар Кубка Володарів Кубків: 1975
- Володар Суперкубка УЄФА: 1975
- Віце-чемпіон Європи: 1972
- Бронзовий олімпійський призер: 1976
- Чемпіон другої групи «А» чемпіонату СРСР: 1970

Індивідуальні здобутки
- Майстер спорту міжнародного класу (1975)
- Заслужений майстер спорту (1975)
- У списки 33-х найкращих гравців чемпіонату СРСР потрапляв п'ять разів: № 1 (1974), № 2 (1971, 1973, 1975, 1976)
- Нагороджений орденом «За заслуги» III (2004)[6] і II (2015)[7] ступенів.